# HD141378
HD141378 — хімічно пекулярна зоря спектрального класу A3, що має видиму зоряну величину в смузі V приблизно  5,5.
Вона  розташована на відстані близько 160,4 світлових років від Сонця.

## Фізичні характеристики
Зоря HD141378 обертається 
досить швидко 
навколо своєї осі. Проєкція її екваторіальної швидкості на промінь зору становить  Vsin(i)=107км/сек.